# Demavunde Usemacã
Demavunde Usemacã (em persa médio: Dmavund Wsemakan; em armênio: Դմայւնդ Վսեմական; romaniz.: Dmayund Vsemakan) foi um oficial sassânida do século IV, membro da Casa de Caoses (Cavusacã), ativo sob o xá Sapor II (r. 309–379). Após a derrota de Azarapates nas mãos de Vasaces I Mamicônio, Sapor enviou-lhe à Armênia com alegadas 900 mil tropas para fazer guerra, porém foram aniquilados e Demavunde foi morto. Os fugitivos foram perseguidos para além de sua fronteira.